# Henri Michel (futbolista)
Henri Michel (Aix-en-Provence, Bocas del Ródano, 28 de octubre de 1947-Gardanne, Francia, 24 de abril de 2018) fue un futbolista francés que jugaba en la posición de centrocampista y que después se convirtió en entrenador de varios equipos.

## Trayectoria

### Como jugador
Destacó especialmente en su paso por el Nantes, donde jugó prácticamente toda su carrera, con 16 temporadas (1966-1982) en las que consiguió 3 Ligas (1973, 1977 y 1980) y una Copa Francia (1979). Jugó 678 partidos en los que anotó 98 goles. Fue 58 veces internacional con la selección francesa, anotando un total de 4 goles desde 1967 hasta 1980 y estuvo presente en el Mundial de Argentina 1978, donde jugó 2 partidos de titular. Se retiró en 1982.

### Como entrenador
A fines de 1982 fue designado como el nuevo entrenador de la selecciones juveniles de Francia y en 1984 fue campeón en las olimpiadas Los Ángeles 1984 derrotando en la final 2 a 0 a Brasil.
Después del triunfo de Francia en la Euro 1984 realizada en su país (con Michel Hidalgo en el banco), Henri Michel fue designado como el nuevo entrenador de la selección francesa que obtuvo el tercer puesto en el Mundial de 1986 en México. Posteriormente, dirigió al París Saint-Germain durante la temporada 1990-91, logrando situarlo en un discreto 9.º puesto en el campeonato.
Continuó su etapa como seleccionador en 1994, haciéndose cargo de la selección de Camerún. Tras un breve paso por el banquillo del Al Nasr, volvió a hacerse cargo de diferentes equipos nacionales: 1995 y 2000 fue el seleccionador de Marruecos. Después de una efímera experiencia en el Aris Salónica, dirigió la selección de Túnez en el periodo entre 2001 y 2002; y al año siguiente, estuvo al mando del combinado de los Emiratos Árabes Unidos.
Posteriormente entrenó a varios equipos, como al Raja Casablanca de Marruecos, al Al-Arabi SC de Catar o al Zamalek Sporting Club de Egipto. También vivió una segunda etapa en la selección marroquí y en el Raja Casablanca.
En 2005, firmó con la selección de fútbol de Costa de Marfil y consiguió clasificarla por primera vez en la ronda final de un mundial de fútbol, en el Mundial 2006 celebrado en Alemania. Sus últimas experiencias en los banquillos fueron en el banquillo de las selecciones de Guinea Ecuatorial y Kenia.
Falleció el 24 de abril de 2018 a los 70 años víctima de cáncer.

## Clubes

### Como jugador
| Club      | País    | Año       | Partidos | Goles |
| --------- | ------- | --------- | -------- | ----- |
| AS Aix    | Francia | 1964-1966 | 38       | 3     |
| FC Nantes | Francia | 1966-1982 | 640      | 95    |

### Como entrenador
| Club                                       | País                   | Año       |
| ------------------------------------------ | ---------------------- | --------- |
| Selección francesa (categorías inferiores) | Francia                | 1982-1984 |
| Selección francesa                         | Francia                | 1984-1988 |
| París Saint-Germain                        | Francia                | 1990-1991 |
| Selección camerunesa                       | Camerún                | 1994      |
| Al Nassr                                   | Arabia Saudita         | 1995      |
| Selección marroquí                         | Marruecos              | 1995-2000 |
| Selección emiratí                          | Emiratos Árabes Unidos | 2000-2001 |
| Aris Thessaloniki                          | Grecia                 | 2001      |
| Selección tunecina                         | Túnez                  | 2001-2002 |
| Raja Casablanca                            | Marruecos              | 2003-2004 |
| Selección marfileña                        | Costa de Marfil        | 2004-2006 |
| Al-Arabi SC                                | Catar                  | 2006      |
| Zamalek Sporting Club                      | Egipto                 | 2006      |
| Selección marroquí                         | Marruecos              | 2007-2008 |
| Raja Casablanca                            | Marruecos              | 2010      |
| Selección guineana                         | Guinea Ecuatorial      | 2010-2011 |
| Selección keniata                          | Kenia                  | 2012      |

## Palmarés

### Palmarés como jugador
- Campeón de la Ligue 1 en 1973, 1977 y 1980 con el Nantes.
- Subcampeón de la Ligue 1 en 1967, 1974, 1978, 1979 y 1981 con el Nantes.
- Campeón de la Copa de Francia en 1979 con el Nantes.
- Finalista de la Copa de Francia en 1970 y 1973 con el Nantes.
- 58 veces internacional con la selección francesa, marcando un total de 4 goles desde 1967 hasta 1980.

### Palmarés como entrenador
- Campeón de los Juegos Olímpicos de Verano 1984 con Francia (sin embargo, los entrenadores no reciben una medalla o un título).
- Campeón de la Copa Artemio Franchi 1985 con Francia.
- Campeonato de Marruecos en 2004 con Raja Casablanca.
- Campeón de la Copa Confederación de la CAF con el Raja Casablanca.